# Inland Empire
Inland Empire (oficialment INLAND EMPIRE, en majúscules) és una pel·lícula surrealista-experimental escrita i dirigida per David Lynch. Va ser presentada en públic a Itàlia al Festival de Venècia el 6 de setembre del 2006. El rodatge va durar dos anys i mig, i va ser fet amb una càmera de vídeo digital. El càsting inclou actors regulars del director com ara Laura Dern, Justin Theroux, Harry Dean Stanton o Grace Zabriskie.

## Argument
Nikki Grace (Laura Dern), una actriu casada amb un home ric, està impacient per saber si serà seleccionada per a actuar en una nova producció de Hollywood. Una veïna enigmàtica (Grace Zabriskie) li prediu que obtindrà el paper i l'endemà rep una trucada per dir-li que, efectivament, ha estat escollida.
L'actriu fa la coneixença de la seva parella a la pantalla, del director i comença els assajos. Es tracta d'una pel·lícula romàntica titulada On High in Blue Tomorrows, i Nikki hi interpreta el personatge de Suzanne. Amb aquestes, el director s'assabenta que la història ja ha estat objecte d'un rodatge previ que no es va acabar a causa d'una raó misteriosa: els actors que havien d'interpretar els dos papers principals van ser assassinats.

Inland Empire és un exemple particularment complex del "mètode de les caixes xineses" (una pel·lícula dins d'una altra pel·lícula) i de la narrativa no lineal aplicada al cinema.

## Ús de càmera digital
El rodatge es va fer íntegrament amb una càmera de vídeo digital en format EDTV (una Sony PD-150), una càmera relativament barata, unint-se així a pel·lícules com Star Wars episodi II: L'atac dels clons i El mexicà, també gravades en aquest format.
David Lynch va valorar molt positivament l'experiència, destacant que el digital l'hi oferia molta més llibertat, sobretot degut al menor pes de la càmera, les preses més llargues que es podien enregistrar (de fins a 40 minuts) i de recursos com l'enfocament automàtic.
Aquest ús de la càmera digital va despertar, però, certa controvèrsia i diverses crítiques, centrades sobretot a la baixa definició de la imatge comparada amb la de les pel·lícules en film. Per exemple, el crític Carlos Boyero va criticar la seva qualitat visual comparada amb altres pel·lícules de Lynch.

## Repartiment
- Laura Dern com a Nikki Grace / Sue Blue
- Jeremy Irons com a Kingsley Stewart
- Justin Theroux com a Devon Berk / Billy Side
- Harry Dean Stanton com a Freddie Howard
- Julia Ormond com a Doris Side
- Diane Ladd com a Marilyn Levens
- Peter J. Lucas com a Piotrek
- Grace Zabriskie com a Visitant #1
- Mary Steenburgen com a Visitant #2
- Karolina Gruszka com a Dona perduda
- Krzysztof Majchrzak com a Fantasme
- Ian Abercrombie com a Henry
- Terry Crews com a Home del carrer
- William H. Macy com a Announcer
- Tracy Ashton com a Germana de Marine
- Laura Harring (veu) com a Conill Jane
- Scott Coffey (veu) com a Conill Jack
- Naomi Watts (veu) com a Conill Suzie
- David Lynch (veu) com a Bucky

## Música
- El Klavier Konzert de Schaeffer es va utilitzar a la banda sonora d'aquesta pel·lícula.